# Mernosh Saatchi
Mernosh Saatchi, född 13 juni 1979, är en svenskfödd affärskvinna och entreprenör med iranskt ursprung. Hon har blivit uppmärksammad efter att 2002, 22 år gammal, ha startat kommunikationsbyrån Humblestorm. Företaget har expanderat kraftigt, från 3,7 miljoner till över 40 miljoner i omsättning (2011), och har bland annat Microsoft och Telia bland sina kunder. Mernosh studerade parallellt med uppstarten av Humblestorm på KTH till civilingenjör i elektroteknik. 
2009 utsågs Mernosh Saatchi till Årets entreprenör av Veckans Affärer, med motiveringen att hennes företag hade störst omsättning, av företag som leds av en kvinna yngre än 30 år. Webbsidan Nyheter24 har listat henne som en av Sveriges mäktigaste kvinnor.
Hon har uppmärksammats i flera medier som ung, kvinnlig förebild i en traditionellt mansdominerad bransch.
Mernosh har ofta synts i media som ung, kvinnlig entreprenör. 2012 publicerade hon en debattartikel i Dagens Industri om Kreativitet 
Mernosh är sedan 2011 med i Regeringens tillsatta Framtidskommission som en av 9 externa ledamöter.  Framtidskommissionen tillsattes av Fredrik Reinfeldt under Almedalen 2011. Fredrik Reinfeldt leder arbetet själv som ordförande. Framtidskommissionen hade en hel dag där seminarier hölls under Almedalen 2012. Mernosh var både talare samt moderator. 
Hösten 2012 uppmärksammade Veckans Affärer samarbetet mellan Mernosh Saatchi och Hans Börsvik, VD PwC Sverige, där Mernosh sedan 2010 är Hans Börsviks mentor. 

## Priser, utmärkelser och uppdrag
- 2008: Finalist Årets entreprenör, Founders Alliance
- 2009: Årets entreprenör, Veckans Affärer
- 2011: Utsedd som en av 9 externa medlemmar i Regeringens Framtidskommission. [11]